# Ольссон, Олуф
Олуф Ольссон (дат. Oluf Olsson; 30 мая 1873, Копенгаген — 25 мая 1947, Копенгаген) — датский гимнаст, бронзовый призёр летних Олимпийских игр 1912 года в командном первенстве по произвольной системе. Участник неофициальных летних Олимпийских игр 1906, серебряный призёр  Игр 1906 года в командном первенстве по гимнастике. Участвовал также в командном первенстве на летней Олимпиаде 1908 года (4-е место).